# Гессе, Людвиг Фердинанд
Людвиг Фердинанд Гессе (нем. Ludwig Ferdinand Hesse; 23 января 1795, Бельгард (Персанте), Померания — 8 мая 1876, Берлин) — немецкий художник периода историзма: рисовальщик и живописец, придворный архитектор, работавший в Берлине и Потсдаме.

## Биография
Людвиг Фердинанд Гессе был третьим ребёнком в семье фермера Иоганна Георга Гессе и его жены Доротеи Марии. После смерти матери в возрасте тринадцати лет он переехал к дяде, который выучил его на геодезиста и инструктора по архитектурному черчению. В 1819—1820 годах Людвиг проходил военную службу в Берлине, одновременно обучаясь в Строительной академии, которую он закончил в апреле 1820 года c дипломом землемера.
После завершения учёбы он работал в министерской строительной комиссии, сначала у строительного офицера Иоганна Готлиба Шлетцера, а после его смерти в 1824 году — у Иоганна Фридриха Мозера. Он сдал второй экзамен, чтобы стать мастером-строителем. Последующие учебные поездки привели его в 1828 году в Австрию, южную Германию и на Рейн. С 1828 года он завершал строительство Фридрихсвердерской церкви в центре Берлина по проекту Карла Фридриха Шинкеля в стиле «кирпичной готики».
С 1830 года Людвиг Гессе трудился в Потсдаме в должности главного дорожного строителя, ответственного за дороги в Берлин и Шарлоттенбург, затем инспектором строительства в Берлинской строительной комиссии. Он предпринял учебные поездки в Италию, Францию, Бельгию, Англию, Ирландию и Шотландию (1834—1835), а затем в Россию, Финляндию, Швецию и Данию (1838—1839). Во время путешествий он делал архитектурные зарисовки, писал пейзажи и портреты маслом и акварелью. Некоторые из них демонстрировались на выставках Берлинской академии искусств.
В 1844 году король Пруссии Фридрих Вильгельм IV, реализуя свою строительную программу, направил архитектора в Потсдам, где он проработал до 1863 года. Помимо заказов на строительство частных вилл, Гессе проектировал по эскизам короля здания города и парка Сан-Суси. Однако из-за нехватки средств не все планы «романтика на троне» удалось осуществить. Гессе работал с известными архитекторами своего времени, такими как Людвиг Персиус и Фридрих Август Штюлер, но также строил по собственным проектам. 12 января 1859 года он был назначен начальником строительства.
Гессе опубликовал свои проекты в 1854—1855 годах в изданиях: «Сан-Суси и его архитектура при Фридрихе Вильгельме IV» (Sanssouci und seine Architekturen unter Friedrich Wilhelm IV), «Построенные сельские жилые дома» (Ausgeführte ländliche Wohngebäude) и «Построенные городские жилые дома в Берлине» (Ausgeführte städtische Wohngebäude in Berlin). В 1862 году он снова поехал в Лондон и Париж, и в том же году ему поручили заниматься городским планированием в Берлине. После смерти Ф. А. Штюлера в 1865 году он сменил его на посту директора Берлинской комиссии по строительству Королевского дворца, а 6 мая был назначен Секретным старшим архитектурным советником (Geheimen Oberhofbaurat).
С 1825 Людвиг Гессе состоял членом Берлинской ассоциации художников (Berlinischen Künstlerverein), с 1843 года был членом Берлинской Академии искусств, с 1846 года — Берлинской ассоциации архитекторов и многих других строительных обществ и организаций. В 1866 году Гессе был избран членом-корреспондентом Академии изящных искусств в Париже.
В 1826 году Людвиг Фердинанд Гессе женился на Полине Марии Шён, приёмной дочери И. Г. Шлетцера. У них было шестеро детей, двое из которых умерли вскоре после рождения. Два его сына: Карл, родившийся в 1827 году, и Рудольф, родившийся в 1829 году, позднее освоили профессию своего отца. Полина Гессе умерла в 1860 году в возрасте пятидесяти трёх лет, Людвиг Фердинанд Гессе умер от инсульта в 1876 году в возрасте восьмидесяти одного года. Архитектор похоронен в семейной усыпальнице на Первом кладбище Святой Троицы перед Галльскими воротами (Dreifaltigkeitsfriedhof I vor dem Halleschen Tor).

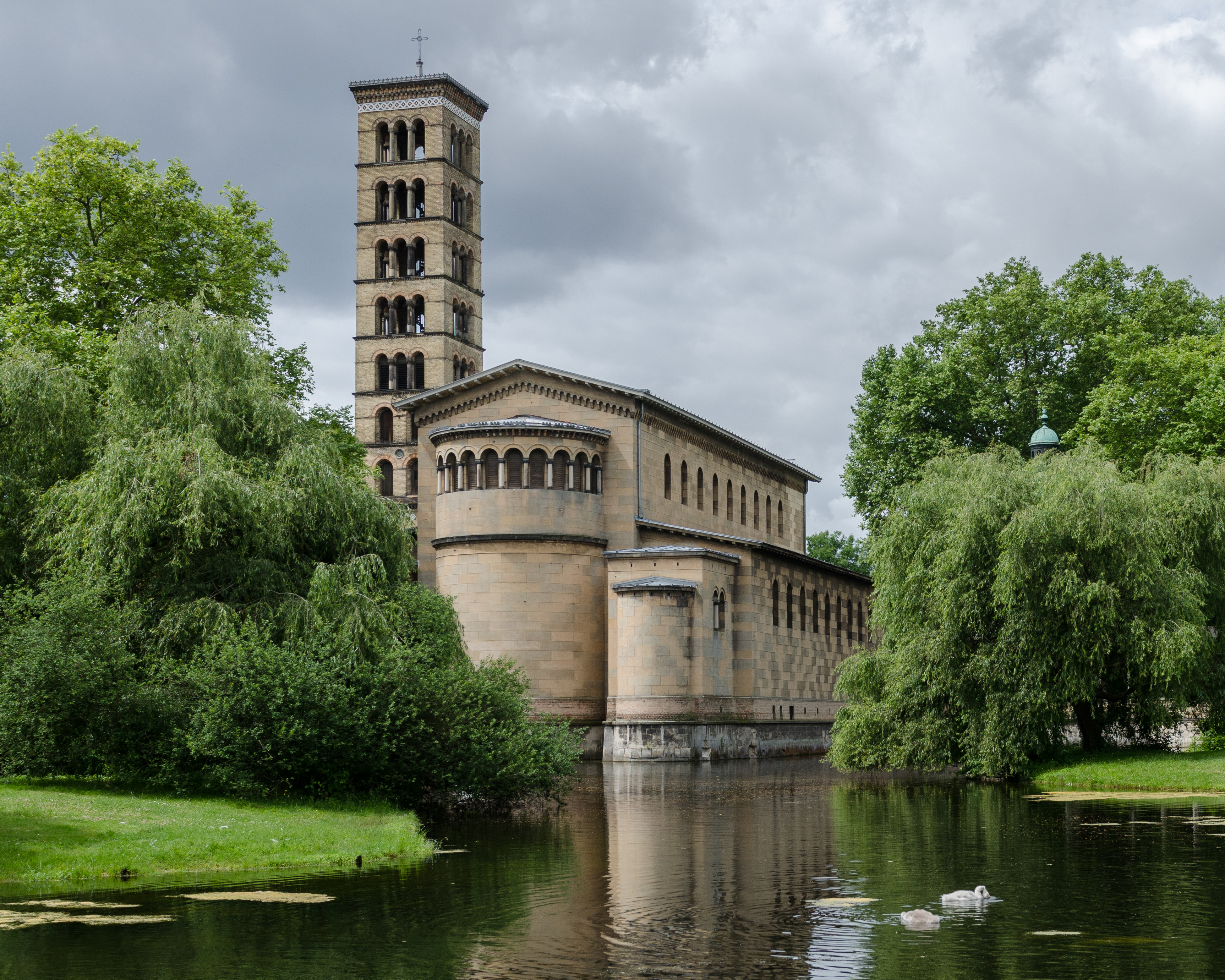
Фриденскирхе. Потсдам. 1845—1848. Проект Л. Персиуса и Ф. А. Штюлера. Строительство Ф. фон Арнима и Л. Ф. Гессе
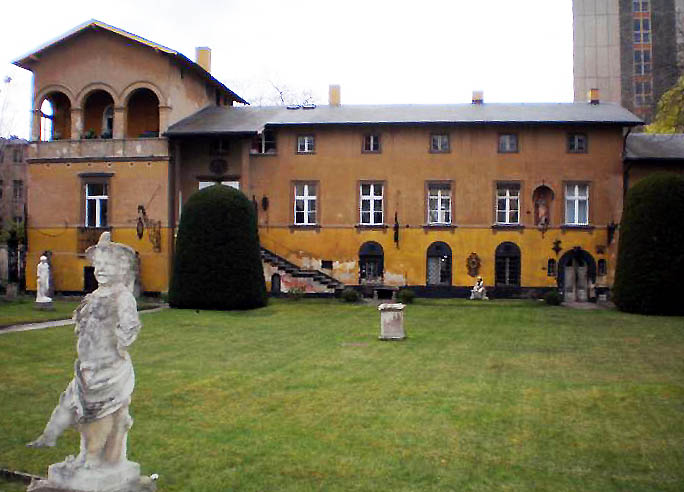
Вилла Хейдерт. Потсдам. 1854–1855
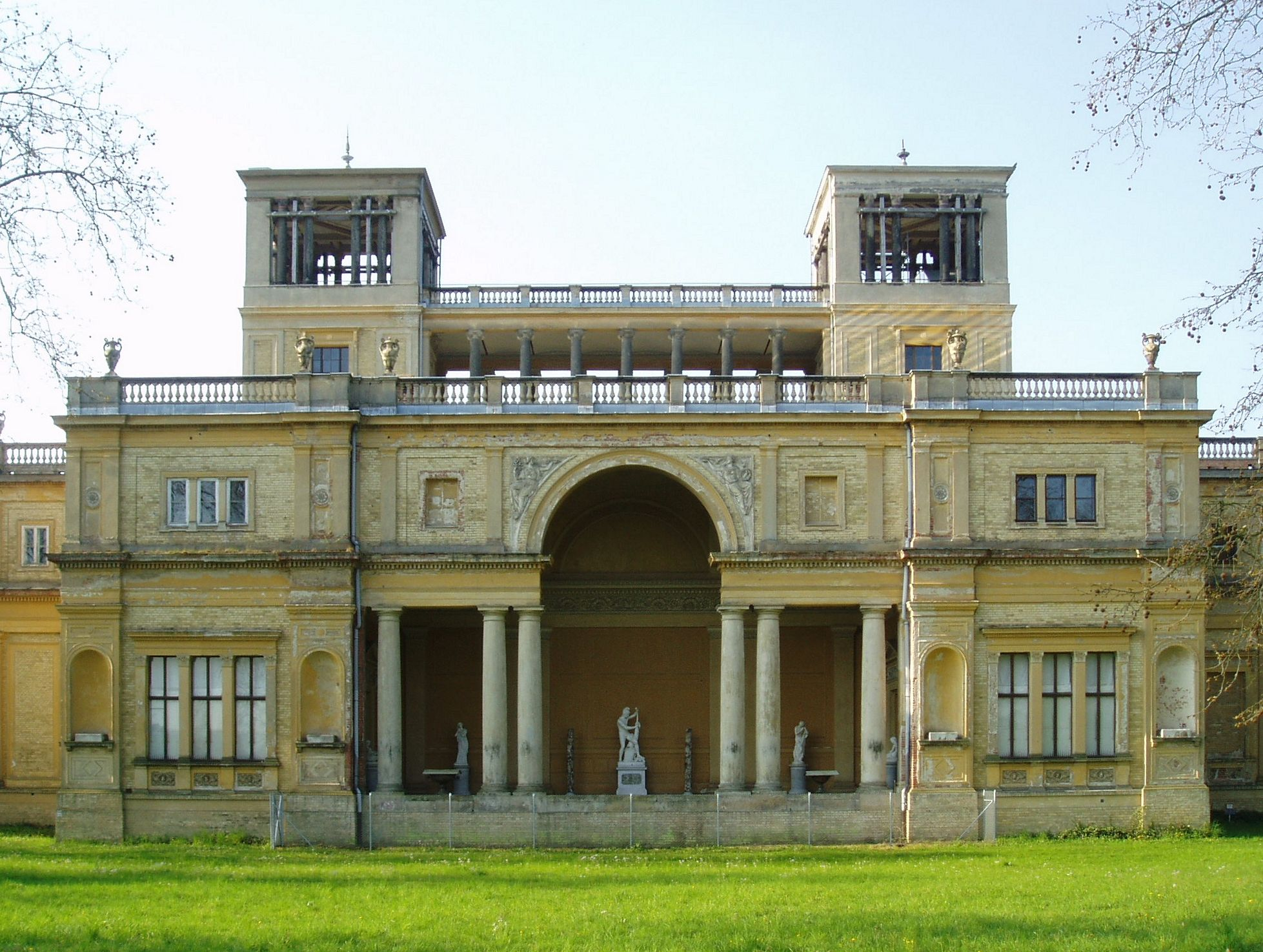
«Дворец-Оранжерея». Центральная лоджия. 1851–1864. Проект Фридриха Вильгельма IV и Ф. А. Штюлера
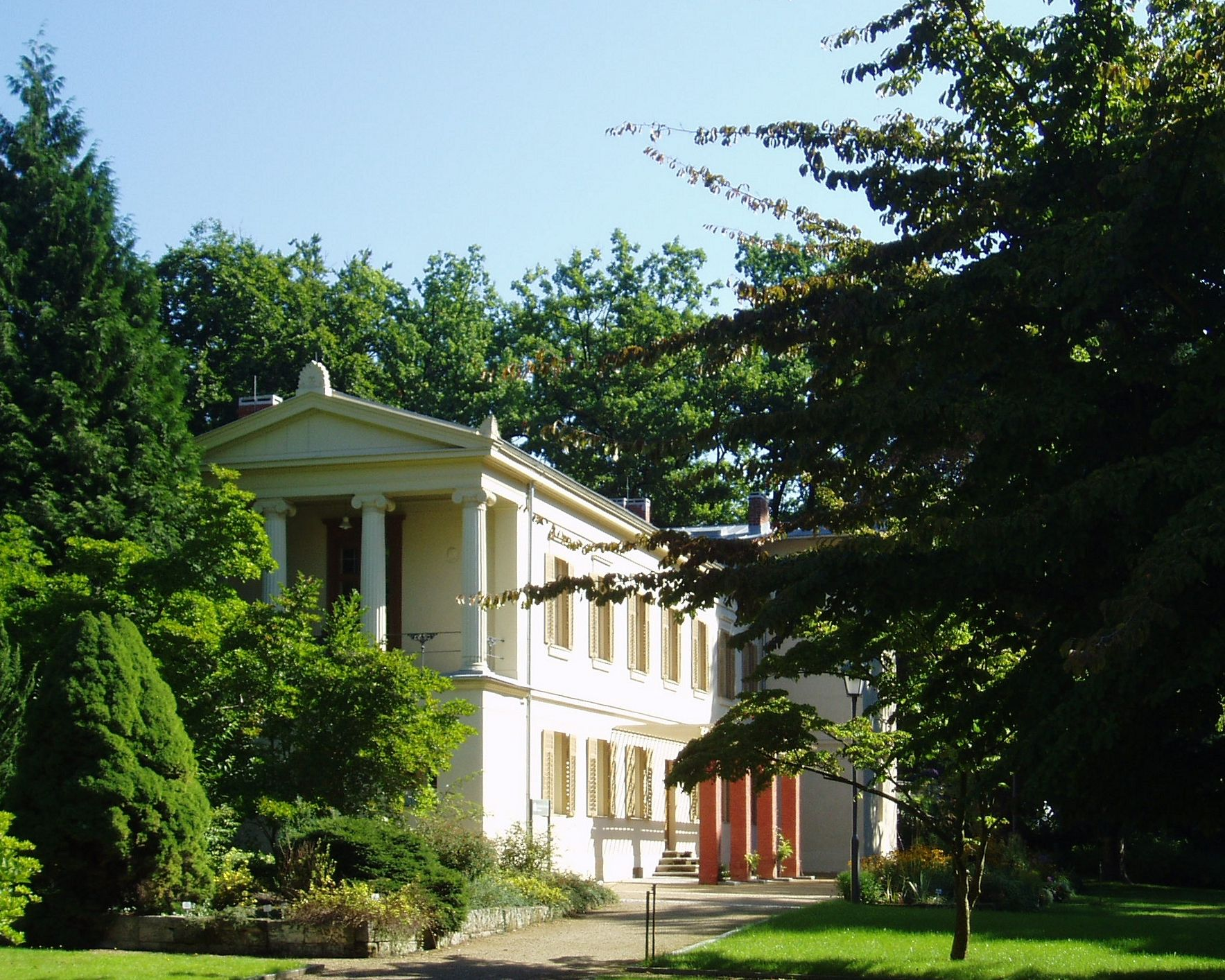
Вилла вдовы Л. Персиуса. Парк Сан-Суси
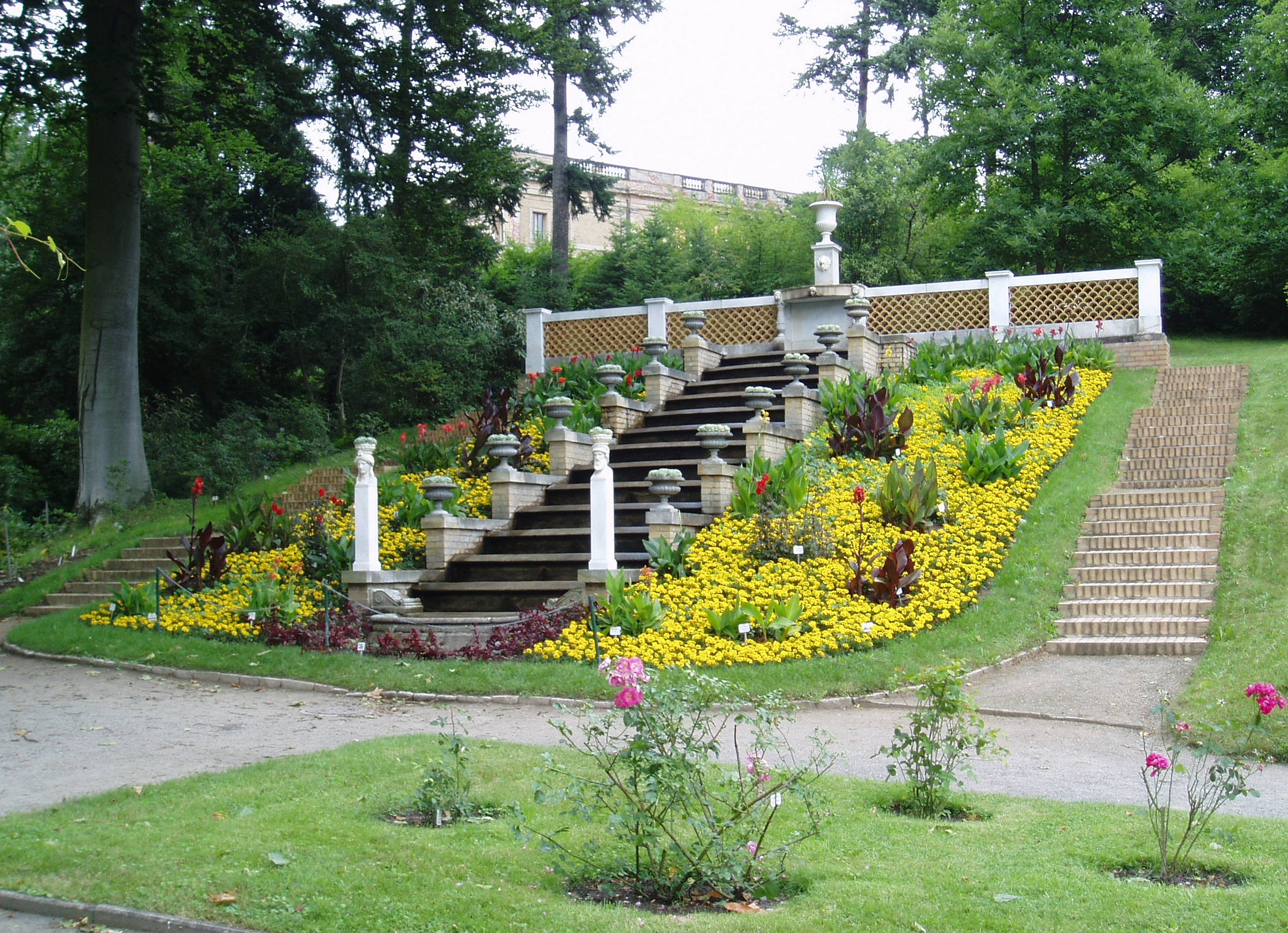
Райский сад. Водный каскад. 1847. Ботанический сад, Потсдам
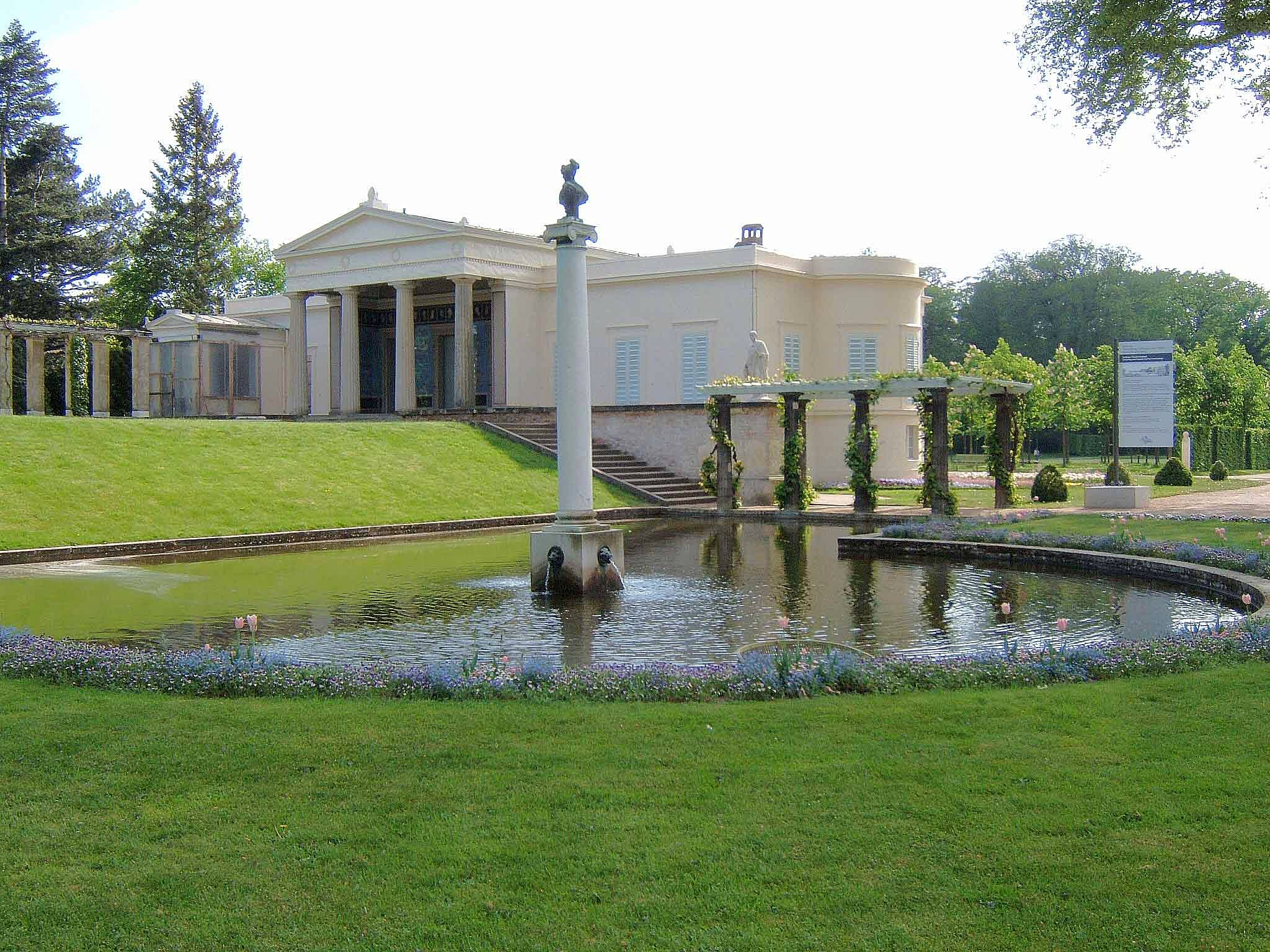
Дворец Шарлоттенхоф. Сан-Суси, Потсдам. Проект К. Ф. Шинкеля. 1846
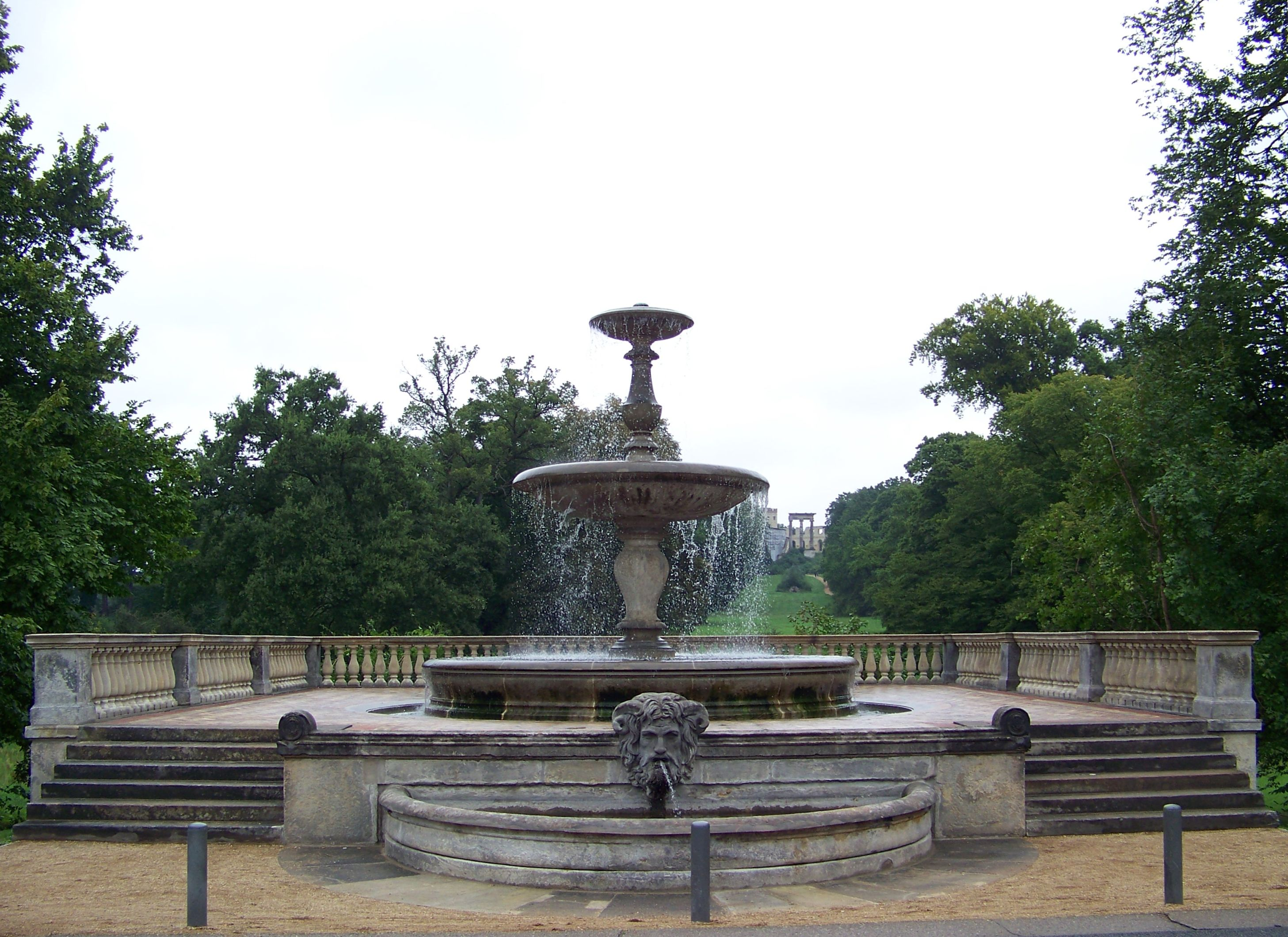
«Фонтан коня». 1852. По эскизу Фридриха Вильгельма IV